# جایزه بزرگ فرانسه ۱۹۶۵
جایزه بزرگ فرانسه ۱۹۶۵ (انگلیسی: ‎1965 French Grand Prix‎) یک مسابقهٔ موتوری در رشتهٔ اتومبیل‌رانی فرمول یک بود که در تاریخ ۲۷ ژوئن ۱۹۶۵ در پیست چارید واقع در کلرمون-فران، اوورنی، فرانسه برگزار شد. این گراند پری در میان ۱۰ گراند پری در فصل ۱۹۶۵، مسابقهٔ شمارهٔ ۴ بود.
در این مسابقه که در ۴۰ دور و به مسافت ۳۲۲٫۲ کیلومتر (۲۰۰٫۲۰۶ مایل) برگزار شد، پول پوزیشن توسط جیم کلارک کسب شد و سریع‌ترین زمان برای طی یک دور پیست که برابر با ۳:۱۸٫۹ بود نیز توسط جیم کلارک به ثبت رسید.
جیم کلارک از تیم لوتوس-کلیمکس، جکی استوارت از تیم بی‌آرام و جان سرتیز از تیم فراری به‌ترتیب مقام‌های اول تا سوم مسابقه را کسب کردند.

## رده‌بندی قهرمانی پس از مسابقه
|       | جایگاه | راننده      | امتیاز |
| ----- | ------ | ----------- | ------ |
|       | ۱      | جیم کلارک   | ۲۷     |
|       | ۲      | گراهام هیل  | ۱۷     |
|       | ۳      | جکی استوارت | ۱۷     |
|       | ۴      | جان سرتیز   | ۱۳     |
|       | ۵      | بروس مک‌لارن | ۸      |
| منبع: |        |             |        |

|       | جایگاه | سازنده        | امتیاز |
| ----- | ------ | ------------- | ------ |
| ۱     | ۱      | لوتوس-کلیمکس  | ۲۷     |
| ۱     | ۲      | بی‌آرام        | ۲۵     |
|       | ۳      | فراری         | ۱۶     |
|       | ۴      | کوپر-کلیمکس   | ۸      |
|       | ۵      | برابام-کلیمکس | ۶      |
| منبع: |        |               |        |

یادداشت
- تنها پنج جایگاه نخست از هر رده‌بندی نمایش داده شده‌است.